# 3001: Odisea final
3001: The Final Odyssey (3001: La última odisea, 3001: Odisea final o 3001: El final de la odisea, dependiendo de la traducción) (1997) es una novela de ciencia ficción de Arthur C. Clarke. Es el cuarto y último libro de la serie Odisea espacial.

## Argumento
3001 cuenta las aventuras de Frank Poole, el astronauta que fue asesinado por HAL 9000 en 2001: A Space Odyssey. Su cuerpo es descubierto en el cinturón de Kuiper después de flotar en el espacio durante un milenio. En un golpe de extraordinaria buena suerte, el vacío y la extremadamente baja temperatura del espacio han conservado su cuerpo, y la tecnología médica del futuro puede revivirlo. Es trasladado cerca de la Tierra del año 3001 para su recuperación física y mental. El autor hace entonces un ejercicio de imaginación, describiendo algunos de los fantásticos adelantos tecnológicos, políticos y sociales que la humanidad ha conquistado a lo largo del milenio transcurrido desde el accidente de Poole.
Algunos hallazgos notables son: los "cascos cerebrales", una tecnología que permite conectar los computadores directamente con el cerebro humano; los dinosaurios robóticos; el control mental de los inadaptados sociales para su posterior reinserción social (que ha hecho desaparecer las guerras y ha reducido casi totalmente la delincuencia común); la terraformación de mundos como Venus o Ganímedes; y la existencia de 4 torres enormes, de 36 000 kilómetros de altura, colocadas alrededor del ecuador terrestre y conectadas entre sí mediante un anillo hueco de puertos espaciales en la órbita geoestacionaria, llamado Astropolis o Star City (dependiendo de la traducción). Se da la circunstancia de que el único material capaz de soportar las fabulosas tensiones necesarias para construir unas torres de esas características es el carbono cristalizado (o diamante), de cuya abundancia en la órbita de Júpiter se nos daba cuenta en la novela anterior de la serie, 2061: Odisea tres.
Muchos lectores han propuesto que este futuro representa (por lo menos en parte) la visión personal de Clarke de Utopía. Lo cierto es que prácticamente la primera mitad de la novela está dedicada casi en exclusiva a la recreativa descripción de este mundo del futuro, incluyendo divagaciones políticas, científicas, sociológicas y filosóficas. Llaman la atención las incendiarias opiniones sobre las religiones mayoritarias del siglo XX que Clarke pone en boca del filósofo Theodore Khan.
Hacia la mitad del texto, la trama comienza a avanzar. En el siglo XXVI, el monolito de Garganta de Olduvai, África (TMA-0) que empujó a la especie humana en su evolución intelectual (o que le dio, en palabras del autor, "una patada evolutiva en el culo"), ha sido descubierto. En el curso de la novela, se deduce, a partir de los sucesos de 2010: Odisea dos, que el gran monolito de Júpiter (que ejerce, entre sus múltiples funciones, como "repetidor" situado en el lugar más adecuado del sistema solar), ha enviado un informe a sus "superiores" relatando la situación actual de la humanidad. 
Gracias a que Frank Poole es el único humano que logra establecer contacto con David Bowman y HAL 9000, que todavía "viven", en forma de simulación, en el interior del Monolito de Europa (también conocido como Gran Muralla o Gran Pared; véase 2061: Odisea tres), vamos conociendo nuevos detalles sobre la verdadera naturaleza del monolito y la civilización alienígena que lo ha fabricado. Así, nos enteramos de que la señal enviada en 2010 viajó a 450 años luz de distancia y que, por tanto, está a punto de llegar la contestación. El monolito, que al fin se nos revela solo como una máquina sin consciencia, obediente a todo lo que le ordenan sus "programadores", y con autonomía solo dentro de unos límites (a pesar de sus poderes "casi mágicos" para la especie humana); comienza, en efecto, a recibir nuevas instrucciones.
Así, hay un temor considerable por el posible juicio que esta desconocida civilización superior haya podido hacer de la humanidad, pues está basado en las observaciones del monolito a finales del siglo XX, que en el año 3001 es considerado como el periodo más sangriento de la historia humana (y conocido con el descriptivo sobrenombre de "Siglo de la Tortura"). Se teme, pues, que el veredicto sea implacable y conduzca a la extinción de la humanidad: los alienígenas no se andan con contemplaciones a la hora de provocar extinciones de la vida de los experimentos que consideran fallidos, como ocurrió con las extintas y fascinantes formas de vida gaseosa jovianas que vivían en Júpiter antes de que el monolito lo convirtiera en una estrella. Como se dice en la novela, "no sabemos cuantas explosiones de supernovas habrán sido accidentes industriales".
Toda la raza humana, entonces, puede estar en peligro de desaparecer debido a los alienígenas. Frank planea convencer a Bowman y HAL (cuyo grado de fusión mutua lleva a considerarlos una sola entidad consciente conocida como "Halman") para infectar el monolito con un set de virus informáticos, en un esfuerzo por detener el previsible Apocalipsis. Para ello, buscan los virus informáticos más demoledores creados por la especie humana (antes de que el control mental hiciera desaparecer virtualmente la delincuencia), que se guardan a salvo en un túnel subterráneo en el Mons Pico, Luna y para los que se cree que no existe posibilidad de remedio, independientemente de los avances científicos que haya logrado cualquier especie, ya que están basados en paradojas matemáticas engarzadas en la propia estructura del universo.
Halman, que aún conserva algo de apego a la humanidad, acepta colaborar e infectar el monolito. La infección tiene éxito justo a tiempo, porque, como los humanos temían, este Monolito está recibiendo órdenes que parecen dirigidas a exterminar a la humanidad. De hecho, durante unos breves minutos, se autorreplica en muchos centenares de millones de monolitos que se congregan, adoptando una disposición circular, en dos pantallas situadas delante del Sol y de Lucifer (el mini-sol que anteriormente fue Júpiter), presumiblemente para evitar que la vital luz alcance a la Tierra y sus colonias. Sin embargo, el virus comienza implacablemente su destructora labor en ese momento y, quince minutos después, las pantallas se desintegran, e incluso TMA-0 y TMA-1 desaparecen sin dejar rastro.
Halman intenta transmitir sus personalidades combinadas a un medio de almacenamiento que les ha facilitado Poole, con capacidad de un petabyte, para así sobrevivir a la desintegración de los monolitos. Pero se infecta durante el proceso con el virus que él mismo transmitió, por lo que este disco donde el quedó almacenado, es sepultado por los científicos humanos dentro de la instalación Mons Pico de contención especial subterránea de la Luna, que también aloja peligrosos venenos químicos, armas biológicas y otros virus cibernéticos. El túnel queda sellado y a salvo hasta el momento en que los humanos (u otros) necesiten de nuevo abrir la caja de Pandora.
En el breve epílogo, comprendemos que, en realidad, los creadores de los monolitos, inmortales desde que evolucionaron en seres incorpóreos, habían estado observando con condescendencia a la humanidad. Como ya no tienen prisa, determinan que no necesitan decidir el destino de humanidad aún, sino que esperarán hasta "los Últimos Días".

## Diferencias entre3001: Odisea Finaly los libros anteriores
Este retrato de los monolitos es notablemente diferente de las novelas anteriores. En particular, el monolito de 2001 era capaz de transmitir más rápido que la luz, y en general resultaba menos malévolo y más de una entidad pensante que el visto en esta novela (en particular, la trascendencia de David Bowman como un niño de las estrellas se explica como un caso mundano de ser vivo cargado en la memoria de una computadora).
Adicionalmente, algunas de las fechas se cambian. Se menciona que la URSS se desintegró en 1991, mientras que en los 3 libros anteriores, escritos en plena Guerra Fría, sigue existiendo en el siglo XXI. La fecha del nacimiento de Frank Poole se sitúa en 1996. La misión del Discovery se atrasa a la década de 2030 y la misión de la Leonov a la de 2040, en lugar de situarlas en 2001 y 2010, respectivamente (el propio Clarke reconoce, con humor, que se avergüenza un poco al leer en 2001 que el avistamiento de un meteorito se hizo desde el "Observatorio Lunar").
Por otro lado, según los comentarios de Frank Poole, en la década de 2020 ya se había aprendido a aprovechar la energía de vacío ilimitada, cuando los libros anteriores mencionaban la fusión fría, basada en muones, como la mejor fuente de energía hasta 2061; de hecho, la energía de vacío habría hecho que el plasma del reactor en la Discovery fuese obsoleto para la década en la que se construyó la nave (bajo las nuevas fechas de 3001).
Finalmente, los monolitos todavía existen en el año 3001 al final de 2010: Odisea dos, y Heywood Floyd forma parte del monolito junto con Bowman y HAL, aunque no hay rastro de él en el año 3001. El propio autor, desde luego, es consciente de estas pequeñas incoherencias. Desde 2010: Odisea dos, Clarke ha declarado repetidamente que cada una de las novelas de la saga de la Odisea Espacial es una variación sobre el mismo tema, más que una secuela en el sentido estricto, y que cada una tiene su propio universo. Estas y otras divagaciones sobre la saga se exponen en una jugosa colección de notas del autor recopiladas al final del texto.

## ¿La versión cinematográfica?
Durante un tiempo, Tom Hanks expresó su interés por adaptar 3001 a la pantalla grande. Él la habría dirigido y protagonizado (como Frank Poole). No se sabe si todavía planea hacer la película.
Por otro lado, la película Independence Day (1996), de Roland Emmerich, utiliza la misma idea acerca de los virus informáticos para resolver el final de la trama. Clarke lo menciona en las notas finales y se lamenta irónicamente de que, aunque terminó de escribir su novela antes de que la película se estrenara, el público pudiera pensar que había plagiado la idea de los guionistas del film.
La cadena de televisión SyFy ha anunciado, a finales de 2014, su intención de adaptarla para la pequeña pantalla en formato de serie. Stuart Beattie se encargaría de la adaptación, junto con Ridley Scott como productor.

## Similitudes con otros trabajos de Clarke
En El hábitat del anillo, cuatro ascensores conectan la superficie de la Tierra con una estación espacial en órbita geoestacionaria. Este hábitat aparece por primera vez al final de Fuentes del paraíso, aunque aquí se conecta a la superficie de la Tierra con 6 ascensores en lugar de 4.